# Ishe Komborera Africa
Ishe Komborera Africa (Boże błogosław Afrykę) – hymn Zimbabwe w latach 1980–1994.
Była to wersja popularnego afrykańskiego poematu Nkosi Sikelel' iAfrika w języku shona.

## Tekst
Ishekomborera Africa

Ngaisimudzirwe zita rayo

Inzwai miteuro yedu

Ishe komborera, 

Isu, mhuri yayo.

Huya mweya

Huya mweya komborera

Huya mweya

Huya mweya woutsvene

Uti komborere

Isu mhuri yayo.